# Силба
Си́лба (хорв. Silba) — остров в Хорватии, в северной части Адриатического моря. Остров расположен к северо-западу от Задара. К северу от острова находится залив Кварнер, к югу — залив «Вирско море». К востоку от Силбы лежит остров Олиб, к северо-западу — Лошинь, к западу — Премуда, а к югу — группа небольших островов, за которыми начинается Дуги-Оток.
Площадь острова — 14,27 км², он имеет форму цифры 8, причём посёлок Силба, где живёт почти всё население острова расположен в узкой срединной части. Высочайшая точка острова — холм Варх (83 метра). Постоянное население острова 265 человек, однако летом население вырастает до нескольких тысяч человек. Силба связана регулярными паромными рейсами с Задаром.
На острове большое количество пляжей, скал и красивых видов. Силба объявлена пешеходной зоной, на нём запрещено автомобильное движение.